# مزمار
المزمار هو آلة من الآلات الخشبية وآلات النفخ وهي من الآلات القديمة التي صنعها الإنسان من قصب الغاب، ويرجع تاريخ الآلة إلى القرن السابع عشر، ويعد المزمار من الآلات الشعبية التي كانت تصنع من الغاب.
ويعتبر المزمار (الزمارة) الأب الأكبر لآلات النفخ (يراعة (موسيقى) - الفلوت - أوبوا).

## أنواع المزمار

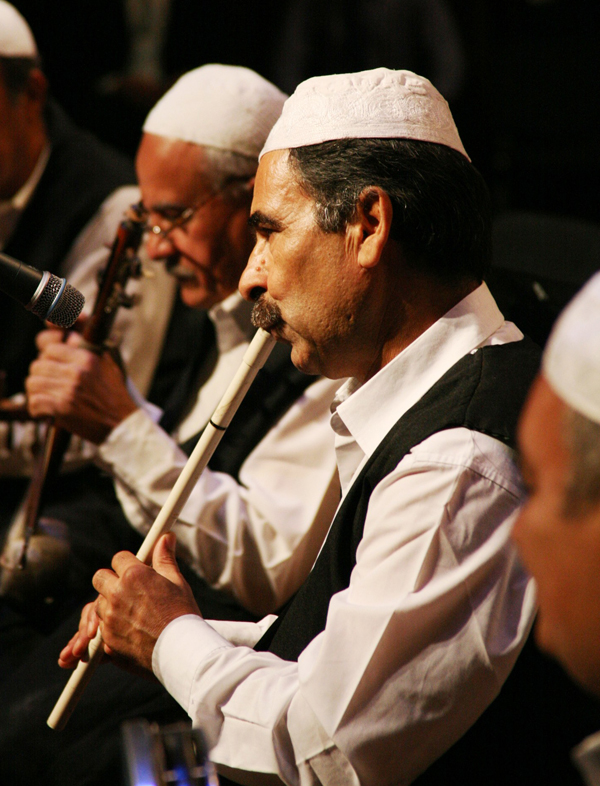
صورة عازفي مزمار

- زمارة فردية (من ساق واحدة) بها سبعة ثقوب أمامية وثقبان من الخلف.
- زمارة مزودجة ويطلق عليها زمارة بساقين وبالوصين مقرونة) وبها خمسة ثقوب وتعرف باسم (دوناى) وهي عبارة عن إضافة (قربة) ووجود القرون في الأخير هو لتضخيم صوت هذه الآلة وهي تسمى (مقرونة) إما لاقتران ساقيها معاً أو لوجود القرون فيها. لآلة المقرونة تكون مهمتها تزويد العازف بالهواء لاستخراج أصوات الآلة، وهي آلة واسعة الانتشار في آسيا وأوروبا إلى جانب الشرق الأدنى والبلاد المجاورة.

ويقوم العازف بغلق الثقوب وفتها لتقصير وتطويل عمود الهواء المحبوس داخل الأنبوب (القصبة) واستخراج الدرجات الصوتية لهذه الآلة. وليتمكن من العزف المستمر المتواصل يقوم عازف الزمارة بتخزين الهواء داخل تجويف الفم وتسريبه شيئاً فشيئاً داخل البالوص ويقوم بالتنفس في الوقت ذاته اى يدفع الهواء داخل الآلة ويستنشق من الأنف وهي عملية تبدو صعبة للغاية ولكن بالمران المتواصل يتمكن العازف من القيام بها. وفي هذه الحالة يستطيع العازف الماهر على الزمارة أن يستمر في العزف لأكثر من ساعة متواصلة في مصاحبة رقصة أو أغنية شعبية ويستعمل في الموسيقى الشعبية الليبية وغالباً ماتستعمل الزكرة في ثلاثي مع آلتي دبدحة وهو ما يعرف بالزكار نسبة لهذه الآلة ولا زال هذا الثلاثي يستعمل بكثرة لإحياء الأفراح في الساحل وجبل نفوسة.

### زمارة سورناي
زمارة سورناي وبها ثمانية ثقوب وتتكون آلة الزمارة المستعملة في الموسيقى الشعبية الليبية من قطعتين:
1. القصبة الأساسية: التي تحتوي على الثقوب.
2. البالوص: وهو قصبة صغيرة أقل سمكاً من القصبة الأساسية ويحتوي على الريشة التي تتذبذب لإصدار الأصوات ويقوم العازف بإدخال البالوص في فمه بالكامل والنفخ بقوة ليجعل ريشة البالوص تتذبذب بحرية داخل الفم وتصدر صوت الزمارة.

وتؤدي نغمات الموسيقى (دو - ري - مي - فا - صول - سي) وكذلك المقامات التالية (بياتي - الراست - الصبا)، ويتوقف عدد النغمات على عدد الثقوب (5) نغمات ما بين الجذع، ودرجة الخاتمة من الفرع.

### المزمار البلدي
هو آلة موسيقية مصرية ابتكرها قدماء المصريين منذ آلاف السنين، وهي من آلات النفخ الخشبية، تنتشر بكثرة في صعيد مصر، وهي حالياً من أهم الآلات الموسيقية الشعبية في مصر. وهو عبارة عن أنبوب اسطوانى يصنع عادةً من خشب المشمش، تفتح على صدره سبعة ثقوب يستخدمها العازف لاستخراج النغمات، كما توجد في اسفل الاسطوانة عدّة ثقوب تساعد على إخراج صوت الآلة.
عادةً ما تستخدمه الفرق الشعبية في المشاركة في احتفالات الزواج، والاحتفالات الوطنية، وغيرها مثل: الترفيه والسمر. تنتشر آلة المزمار البلدي في مصر، ويعرف بعدّة أسماء منها الشلبية، والجورا، والتلت. ويطلق على عازف آلة المزمار لفظة «زمّار» بفتح الزاي وبتشديد حرف الميم.
توجد عدة أحجام من آلة المزمار، ولكل منها اسم يختلف عن الآخر، فهناك السبس وهو أصغرها حجمًا، وأحدها صوتا، وهناك الأبا هو أكبر هذه الآلات حجما، وأغلظها صوتا، وهناك نوع آخر وهو المزمار الصعيدى (الشلبية)، وهو يأتى في تكوين آلى يحتوى على ثلاثة مزامير، يقوم كل عازف بأداء دور محدد، فيقوم أحدهم بدور العازف الأساسى (ويعرف بالريس)، والثانى بدور المصاحب (يطلق عليه التبيع) وهو الشخص الذي يتبادل العزف مع العازف الأساسىّ، في حين يقوم العازف الثالث بدور عازف الأرضية، أو البدال، أو الدوزان، وغالبا ما تصاحب المزامير بالطبل البلدى، أو ما يعرف أيضا بالطبل الصعيدى، أو طبل المزمار.
نادرا ما تصاحب آلة المزمار بالغناء، وربما يعود ذلك لما تتمتع به من قوة في الصوت لاتتناسب مع طبيعة الصوت البشرى.

#### تركيب المزمار البلدي
يتكون المزمار البلدى من:
- الريشة: (ويطلق عليها أيضا القشاية، أو البلبل، أو اللولية) وتصنع من نوع من البوص الرقيق ينمو في الصحراء يعرف باسم الحجنة، أو البوص الخلاوى.
- المطعم: وهو أنبوب من المعدن يتدرّج في الاتساع بشكل مخروطى، ويمتد ليدخل في قرص معدنى ملتصق بقرص آخر مصنوع من القرع أو مادة مشابهة يبلغ قطره حوالى 6سم، ويسمى مسند، وهو يواجه ملتصقا شفتي العازف ليمنع تسرب الهواء خارج الأنبوب أثناء العزف، ويدخل الأنبوب من الجهة الأخرى للريشة.[3]

#### التأثر بها
اقتبس العديد من الشعوب آلة المزمار المصرية؛ فظهر المزمار المصري في الكثير من البلدان العربية، والشام، وتطورت على أيدي الغربيين لتصبح الأبوا المستخدمة في آلات الأوركسترا.
[بحاجة لمصدر]

#### تسميات أخرى
هناك العديد من التسميات الشائعة للآلات المشابهة للمزمار البلدي أو المستوحاة منه والتي قد تختلف اختلافات طفيفة بحسب البلد فمثلا:
1. في المغرب: يطلق عليها الراية، أو الغيتة
2. في تونس: زكرا
3. في مصر، ولبنان، وسوريا، والعراق: مزمار
4. في تركيا، واليونان، وأرمينيا: زورنا
5. في البلقان: زورلا (كان يعرف حتى القرن التاسع عشر بآلة التاراغوتو المجري، والتي تم استبدلت لاحقًا بآلة تشبهه تتكوّن من قصبة مفردة ذات مفاتيح خشبية ولا تزال تستخدم حتى اليوم).[4][5]
6. إيران، وأفغانستان: سورنا

### الزَمْخَر
هو مزمار ذو أنبوبة خشبية مزدوجة وفم معدنيّ مُلتَوٍ. طورت آلة الزمخر حوالي عام 1650 من آلة شبيهة بها هي الفاجوتو وهي آلة طُوِّرت في إيطاليا عام 1540م. و آلة الزمخرمن الآلات النفخية و هي ذات الصوت الأعمق بين أفراد عائلتها من الآلات الشبيهة، و هي تؤمن صوت الباص ضمن الأوركسترا. تصنع آلة الزمخرمن الخشب و المعدن و يبلغ طول الآلة حوالي 134 سم، و هي مؤلفة من أنبوبين متوازيين موصولين من الأسفل بواسطة أنبوب على شكل حرف يو الإنكليزي.
يبلغ المجال الصوتي للزمخر حوالي ثلاثة أوكتافات، يوجد أنواع من الزمخر مثل الزمخرالفرنسي الذي طور في منتصف القرن التاسع عشر و الزمخرالألماني الذي طوره في القرن التاسع عشر أيضا الألماني فيلهيلم هيغل وينفخ العازف في الأنبوب المزدوج بينما يضغط على مفاتيح موجودة على القناة. وهذه المفاتيح تفتح أو تغلق ثقوب النغمات للحصول على نغمات ودرجات موسيقية مختلفة. وآلة الكونترا زمخريبلغ طولها ضعف طول الباسون، ودرجة الصوت فيها مضبوطة بحيث تكون أقل بدرجة جواب موسيقي (أوكتاف) واحد، ونظرا لتعقيد الإشارة بالإصبع والمشكلة من القصب ، الزمخرهو أكثر صعوبة لمعرفة من بعض من غيرها من آلات النفخ الخشبية في أمريكا الشمالية ، وتلاميذ المدارس وعادة ما يستغرق الزمخرإلا بعد بدء ريد على صك آخر ، مثل كلارينت أو السكسوفون.

#### آلات النفخ
1. أرغول.
2. ديد جيريدو.
3. زرنة.
4. فلوت.
5. يراعة
6. مزمار القربة.
7. ناي.
8. ساكسفون.
9. السلمية.
10. المجوز (المقرونة).
11. الزكرة

## طريقة العزف علىالمزمار
توضع السبابة والوسطى والبنصر على الثقوب العلوية من كل ساق، وبعد ذلك يتم إدخال البالوص في الفم، ثم ترتب الأصابع عند تحريك الأصوات الصادرة، وروعتها تدل على مهارة العازف.

## السلم الموسيقي
إن أصوات السلم الموسيقي عددها سبعة وإذا أضيف إليها صوت الجواب تظل سبعة أساسية والمضاف إليها هو الجواب لإكمال المرابة أي الديوان الموسيقي الكامل Octave لأن السلسلة الصوتية مؤلفة من سبعة أصوات أساسية فقط.
وكاءت هذه الأصوات السبعة أساسية مرتبة ترتبباً خاصاً من نفسها وطبيعتها بصوره فنية لا يمكن بل يستحيل أن يرتب أكمل وأحسن منها.
وقد ذهب العلماء في تفسير ذلك مذاهب شتى منها: أن الفلكيون يزعمون بأن النظام الفلكي عدد أساسي هو (7) بحسب عدد كواكبه السبعة، وألوان الطيف الشمسي (قوس المطر) سبعة.
والفلاسفة قالوا: أن عدد أيام الأسبوع 7، وكان عدد معادنهم قديماً 7، وكذلك الألوان الأساسية فهي سبعة أيضاً.

## استخداماته
يستخدم المزمار مع الفرق الموسيقية أو الفرق الشعبية مصاحباً الرقص الشعبي، وفي الحفلات وفي المولد النبوي الشريف والأفراح والمناسبات السعيدة.
المواد الخام: (القصبة - جلد فيلالي - قطعة من المعدن أو النحاس أو الألومنيوم)، ويؤخذ القصب من شجر (كجناة) المتوفرة في الكفرة، أو شجر القصب (قرني البقر)، أو شجر الخيزران.
والأدوات المستخدمة في العزف: (الفم - الأصابع - سلك رفيع - شمعة).
ومن المناطق التي تشتهر بالمزمار: (درنة البيضاء - الكفرة - مرزق - أغلب المناطق الشرقية والوسطى).

## طريقة صنعه
تستخدم قصبتان متساويان في الطول تكونان مفتوحتين من الطرفين، وتربط الواحدة في الأخرى بواسطة جلد الماعز، ويطلق عليها (فيلالي) وهناك نوعين من شجر القصب، نوع رفيع يصنع منه (البالوص)، أما النوع الغليظ فيصنع منه ساق المقرونة أو المزمار، ثم تثبيت (الردادة) من ساق المقرونة بجلد (فيلالي) ويتم ثقب ساق المزمار أو المقرونة بقطعة من الحديد أربعة أو خمسة ثقوب، ويتم تثبيت المقرونة بقرني البقر بقطعة من جلد الماعز (فيلالي).
المقاسات: يتراوح طول ساق المزمار ما بين 10 إلى 15 أو 18 سم أما العرض فهو من 2 سم إلى 2،5 سم (البالوص 5 سم - الردادة 2/1 2 سم - القرون 10 سم تقريباً).

## ملاحظة
الفرق بين المزمار والمقرونة هو اختلاف في قرني البقر.
(الزكرة - المزمار - المقرونة) جميعها من فصيلة الهوائيات، ولكن الاختلاف يكون في الطول والعرض، والاختلاف في (القربة - وقرني البقرة - وعدد الثقوب).
إن هذه الآلات جميعاً لا زالت تصنع من خامات أولية وبنفس الطريقة البدائية التي كانت تصنع بها من آلاف السنين والأصوات الصادرة من هذه الآلات قريبة من أصوات السلم الموسيقي العربي ذي الأرباع الصوتية. ونظراً لمحدودية ثقوبها الخمسة فهي تستطيع أن تؤدي ألحان الأغاني الشعبية التي تتكون من ست نغمات فقط.